# Станіслав Дачинський
Станіслав Дачи́нський (пол. Stanisław Daczyński; нар. 11 вересня 1892, Гусятин — пом. 1 вересня 1964, Варшава) — польський театральний актор і режисер.

## Біографія
Народився 11 вересня 1892 року у місті  Гусятині (тепер Тернопільська область, Україна). Впродовж 1912—1918 років працював у польському театрі у Києві, у 1938—1939 роках — у польському театрі у Львові.
Помер у Варшаві 1 вересня 1964 року.

## Вистави
Поставив вистави «Святоша», «Тартюф» Мольєра, «Кінець і початок» Мошинського. Зіграв роль Хіггінса в «Пігмаліоні» Бернарда Шоу.